# Arteră nazală dorsală
Artera nazală dorsală este o arteră a capului. Este una dintre cele două ramuri terminale ale arterei oftalmice, cealaltă fiind artera supratrohleară. 

## Anatomie
Artera nazală dorsală este o ramură terminală a arterei oftalmice în orbita superomedială. Trece anterior pentru a ieși din orbită dintre trohea superioară și ligamentul palpebral medial inferior. Mai întâi dă o ramură sacului lacrimal. Apoi se bifurcă într-o ramură care se anastomozează cu partea terminală a arterei faciale și o ramură care se deplasează de-a lungul dorsului nasului. Această din urmă ramură se anastomozează și cu perechea sa contralaterală și cu ramura nazală laterală a arterei faciale.